# Carlos Espejel
Carlos Espejel Leguizamo (Ciudad de México, 21 de abril de 1972) es un actor mexicano, principalmente del género de comedia. Se hizo famoso desde temprana edad (con el nombre artístico Carlitos Espejel) al interpretar los personajes de Chiquidrácula, parodia de Drácula; y Carlinflas, parodia de Cantinflas dentro de la serie Chiquilladas, en el doblaje es más conocido como la voz de Sid en la franquicia de la Era de Hielo y también fue la voz original de Willy, uno de los personajes de Una película de huevos, Otra película de huevos y un pollo, Un gallo con muchos huevos, Un rescate de huevitos y en Huevitos congelados.

## Biografía
Carlos Espejel inició su carrera en la XEW a la edad de siete años. En 1981 actuó en el programa Alegrías de Mediodía, actuación reconocida por la AMPRYT con el premio "Revelación Masculina". Al año siguiente inició en el programa Chiquilladas; dentro del que personificó a "Chiquidrácula", una parodia del vampiro imaginado por Bram Stoker y a "Carlinflas", parodia del comediante mexicano Cantinflas, misma que continuó realizando hasta 2006 dentro de los programas La Parodia y El privilegio de mandar. Su primera telenovela fue Al final del arco iris producida por Ernesto Alonso y protagonizada por Olga Breeskin. Regresó a los melodramas de la mano de la productora Carla Estrada en la telenovela Quinceañera, con Adela Noriega y Ernesto Laguardia.
Fuera del género de comedia ha participado en telenovelas como Quinceañera, Amor en silencio, Morir para vivir y Vivo por Elena. En mayo de 2004 participó en la tercera edición mexicana del reality show Big Brother VIP.
Ha actuado en más de doce producciones teatrales al lado de Jorge Ortiz de Pinedo, con quien participó en el programa Cero en conducta, donde fue el reemplazo de Homero Ferruzca. En 2000 marca 20 años de carrera artística para el comediante. Se presenta su show Los 20 años de Carlos Espejel por toda la república mexicana. Ese año participó también en Humor es... Los Comediantes, nuevamente al lado de Ortiz de Pinedo y junto a Teo González, interpreta con los llamados "Sketchistosos".
En 2002 inicia dentro del doblaje prestando su voz para la versión latinoamericana de la cinta La era de hielo, interpretando el papel de Sid, rol que continuó también en la segunda parte de la historia, la tercera y la cuarta.
En 2003, con la ayuda de un escritor, simuló haber contraído cáncer en el esófago, situación que le provocó el veto de Televisa al destaparse la verdad en el programa Guerra de chistes.
En mayo de 2004 entra a formar parte de la tercera edición de Big Brother VIP. Se colocó como uno de los favoritos por el público para ganar el reality,
En 2006 fue la voz de Willy, uno de los personajes de Una película de huevos.
En 2009 presta nuevamente su voz a Willy en Otra película de huevos y un pollo.
El 19 de abril de 2009, aparece por primera vez en el reality Hazme reír y serás millonario. El 3 de mayo se integra a la competencia junto a Claudio Herrera y Nayelli Salvatori. En el mismo año Conduce el Reality Duetos en Los Ángeles, California en el canal hispano Estrella TV, y se integra al elenco base del programa El show de Lagrimita y Costel con sus personajes Chiquidrácula y Carlinflas. En 2014 estuvo presentando su programa Familia en venta, que se transmite por el Canal Mundo FOX en Estados Unidos y Puerto Rico, junto a la actriz puertorriqueña Roselyn Sánchez y Angie Cepeda.
En 2015 no fue siquiera llamado para participar en el casting de la película Cantinflas, situación que lo enfureció.
En 2017 se unió a TV Azteca para la telenovela de comedia 3 familias, protagonizada junto a Alma Cero.

## Filmografía

### Televisión
- Escape perfecto (TV Azteca) - Conductor (2023)
- Esta historia me suena (2022)[2]
- Los chiquillos de Hoy - Juez (2021-presente)
- Tic tac toc: El reencuentro - Carlos (2021-2022)[3]
- Relatos macabrones - Maloso 2 / Policía 2, Ortopedista (2020-2021)
- Hijos de su madre - Capitán Mello (2019)
- Se rentan cuartos - Raúl Salinas Chicopasote (2019)
- Descontrol - Walter Romero "Romerito" (2018)
- 3 familias - Chacho Barrio (2017-2018)
- Paquita la del barrio - Eduardo Toscano (2017)
- ¿Quién es quién? - Basilio Martínez (2015-2016)
- El show de lagrimita y costel - Carlinflas (2015)
- Familia en venta - Pipo Sabatier (2014)
- Hazme reír y serás millonario - Fungió como eliminador en la competencia (2009)
- El privilegio de mandar - Cantinflas, Varios (2004-2006)
- Chiquitibum (2006)
- Pablo y Andrea - Tobías (2005)
- El peor día de tu vida - Anfitrión
- Hoy - Anfitrión (2004-2005)
- La parodia - Varios (2004-2007)
- Amar otra vez - Edilberto (2003-2004)
- Mujer, casos de la vida real (1997-2002)
- Carita de ángel - Solovino (voz) (2000-2001)
- Qué bonita familia (2000) - Bruno
- Humor es... Los Comediantes - Coanfitrión (1999-2001)
- Cero en conducta (2001-2003) - Carlitos
- Navidad fabulosa (1998) miniserie - Pingo
- Vivo por Elena - Óscar (1998)
- Buscando el paraíso (1993-1994) - Benjamín
- Y sin embargo... se mueve (1994)
- Hasta que la muerte los separe (1994)
- Carrusel de las Américas (1992)
- Papá soltero (1990) - Agustín (parodia de Cesarín, episodio "Otro papá soltero")
- La telaraña (1989-1993) - (Un episodio)
- La hora marcada (1989) - Jugador (1990)
- Amor en silencio (1988) Telenovela - Aníbal
- Quinceañera (1987) Telenovela - Indalecio "Reintegro"
- Chiquilladas (1982) - Varios Roles (1982-1987)
- Al final del arco iris (1980) - El Chicles
- Mis huéspedes (1980-1982) (Desde mediados de 1982 hasta 15 de septiembre de 1982)
- Alegría de mediodía (1980-1982)

### Cine
- Chiquidrácula (1985)....(Carlitos/Chiquidrácula)
- El exterminador nocturno (1986) (Como Carlitos Espejel)
- Ritmo, traición y muerte (1991)
- Un baúl lleno de miedo (1997) .... Federico
- ¡Que vivan los muertos! (1998)
- Un perro de otro mundo (2003) .... (Hubble o Canido-3942)
- One Long Night (2007) .... Oficial Gustavo

### Doblaje
- La Era de Hielo (2002) .... Sid
- La Era de Hielo 2 (2006) .... Sid
- Una película de huevos (2006) .... Willy
- La Era de Hielo 3 (2009) .... Sid
- Otra película de huevos y un pollo (2009) .... Willy
- Brijes 3D (2010) .... Púas
- La era de hielo 4: La deriva continental (2012) .... Sid
- Un gallo con muchos huevos (2015) .... Willy
- The Loud House - Bass Blaster 3000 (2016)
- La Era de Hielo 5: Choque de mundos (2016) .... Sid
- Un rescate de huevitos (2021).... Willy
- Huevitos Congelados (2022).... Willy

## Premios

### Diosa de Plata
Mejor Actuación Comedia por la película Chiquidrácula

### Premios TVyNovelas
| Año  | Categoría            | Telenovela   | Resultado |
| ---- | -------------------- | ------------ | --------- |
| 1986 | Mejor actor infantil | Chiquilladas | Ganador   |
| 1985 | Mejor actor infantil | Chiquilladas | Ganador   |
| 1984 | Mejor actor infantil | Chiquilladas | Nominado  |
| 1983 | Mejor actor infantil | Chiquilladas | Ganador   |

### Tv Adicto Golden Awards
| Año  | Categoría                          | Trabajo nominado | Resultado |
| ---- | ---------------------------------- | ---------------- | --------- |
| 2018 | Mejor actor en un personaje cómico | 3 familias       | Ganador   |